# Gabriel Barceló
Gabriel Barceló Milta (Palma de Mallorca, 1 de diciembre de 1967) es un político español de la coalición Més.

## Biografía
En 1991 se licenció en Derecho por la Universidad de las Islas Baleares.
Ha sido secretario del grupo municipal del Partit Socialista de Mallorca en el Ayuntamiento de Palma de Mallorca. Entre 1992 y 2002, ejerció alternativamente de secretario de organización y de secretario general de la Agrupación de Palma de Mallorca del PSM.
De junio de 1995 a junio de 2003 fue concejal del Ayuntamiento de Palma de Mallorca. Desde 2002 a 2003, ejerció de portavoz del grupo municipal del PSM-EN. De julio de 2003 a enero de 2004 fue consejero del Consejo de Mallorca.
Desde 2006, es secretario general del partido y ha impulsado la creación del Bloc per Mallorca, una coalición preelectoral formada por el Partit Socialista de Mallorca, Izquierda Unida de las Islas Baleares, Els Verds de Mallorca, ERC en las Islas Baleares y la presencia de un colectivo de independientes.
Barceló fue el candidato a presidente del Gobierno de las Islas Baleares por el Bloc per Mallorca a las elecciones de 27 de mayo del 2007. En los citados comicios salió elegido diputado del Parlamento de las Islas Baleares, obteniendo 37.455 votos (9% del total) y cuatro escaños en la cámara autonómica.
Participó en las negociaciones que culminaron con la reedición del Pacto de Progreso pero una disposición de los estatutos del PSM le impedían, como secretario general, formar parte del ejecutivo. Barceló decidió permanecer fuera del gobierno y no ocupar ninguna cartera de consejero.
En las elecciones autonómicas del 22 de mayo de 2011 fue cabeza de lista de la coalición entre el PSM, IniciativaVerds (escisión de EU) y Entesa per Mallorca (escisión del PSM). Esta candidatura obtuvo 36.149 votos y cuatro escaños por la circunscripción de Mallorca y salió elegido diputado, siendo entonces el portavoz del Grupo Parlamentario PSM-IV-ExM y Més per Menorca.
En las elecciones autonómicas del  24 de mayo de 2015 fue de nuevo cabeza de lista de la nueva coalición entre el PSM IniciativaVerds, Entesa per Mallorca, DEMOS + y Bloque por Felanich bajo las siglas Més per Mallorca y Més per Menorca. Esta candidatura obtuvo 65.637 votos y nueve escaños. Gracias a estos resultados Gabriel Barceló logró ser vicepresidente del Gobierno de las Islas Baleares. Su mandato como vicepresidente y consejero de Innovación, Investigación y Turismo del Gobierno de las Islas Baleares finalizó en diciembre de 2017 por su dimisión tras las críticas por violar el código ético de su partido y el propio Parlamento.

## Polémicas
- En marzo de 2017 saltó a la prensa la adjudicación de contratos "a dedo" desde cargos públicos de Més al que fue jefe de la campaña electoral de la coalición. Este hecho fue duramente criticado pues no cumplía con la promesa de transparencia de la entidad política. Barceló dijo que adjudicar contratos al jefe de campaña del partido, Jaume Garau, "estéticamente no quedan bien", pero reiteró que todos los contratos eran legales.[4] El escándalo le costó una sesión para reprobar su trabajo, que logró superar gracias a la abstención de Podemos y el apoyo de sus socios de gobierno (PSIB y resto de diputados de MÉS).[5] El caso fue archivado en marzo de 2019[6] pero, al margen del procedimiento, en agosto de 2018 el presidente del PP balear, Biel Company, afirmó que presentaban una querella porque «queda mucho por investigar del 'caso Contratos'».[7] El archivo definitivo fue en octubre de 2020[8] al no apreciarse, por segunda vez, ningún delito.

- En diciembre de 2017 se descubrió que Gabriel Barceló violó el código ético de su coalición y el propio Parlament al aceptar un viaje con todos los gastos pagados al Caribe (Punta Cana). La invitación fue del programa Fora de joc Archivado el 15 de enero de 2020 en Wayback Machine., de Canal 4 TV, a todos los colaboradores durante el puente de la Constitución en diciembre de 2017 y grabaron un programa.[9] Entre los colaboradores estaba Barceló, que viajó con el grupo. El viaje estaba sufragado por Globalia como patrocinador del programa.[10] Este suceso causó un terremoto político en el seno de sus socios de gobierno al cuestionarle incluso los de su propia coalición el acto realizado. Finalmente dimitió el 13 de diciembre de 2017 como Vicepresidente y Consejero.[11] El director de Fora de joc, Juan Antonio Bauzá, dio explicaciones en el programa del 18 de diciembre de 2017 con Berceló presente en el set televisivo: "yo, personalmente, invité a Barceló no como vicepresidente del Govern, sino como un tertuliano más porque hace más de 10 años que lo tenemos como tertuliano en este programa".[12]